# Musée Edgar-Clerc
Le musée Edgar-Clerc est un musée départemental situé route de la Rosette au Moule en Guadeloupe qui est entièrement consacré à l'archéologie précolombienne de l'archipel.

## Historique
À la suite de sa nomination le 25 mai 1972 à la direction de la circonscription archéologique de Guadeloupe par le ministère de la Culture, Edgar Clerc (1915-1982), précurseur des fouilles archéologiques dans l'archipel et cofondateur de la Société d'histoire de la Guadeloupe,, lègue en 1977 au département ses collections archéologiques qu'il avait présentées lors d'une grande exposition sur l'île en 1961 afin de créer à terme un musée archéologique de la Guadeloupe dédié aux cultures précolombiennes locales. Il est nommé conservateur du futur musée le 3 janvier 1978 par le ministère de la Culture.
Les travaux de construction du bâtiment, conçu par l’architecte guadeloupéen Jack Berthelot pour s'intégrer au parc paysager de plus de 3 hectares, commencent le 4 janvier 1982 au lieu-dit Sainte-Marguerite (près du lieu de résidence d'Edgar Clerc), sur le site d'un ancien camp militaire. Le musée ouvre ses portes au public le 4 août 1984, deux ans après la mort de son principal instigateur le 21 juin 1982. Henry Petitjean Roget en assure alors la direction jusqu'en 1992.

## Collection
Les collections du musée, constituées initialement par la donation d'Edgar Clerc, sont entièrement consacrées à l'archéologie des sites précolombiens fouillés sur l'île et aux objets découverts appartenant aux cultures amérindiennes qui se sont succédé dans l'archipel guadeloupéen : successivement Huécoïdes, Saladoïdes, Troumassoïdes, Arawaks et Caraïbes. Elles réunissent poteries, objets rituels et symboliques, parures et bijoux en coquillage ou en pierre et un grand nombre de pièces d'outillage (dont des haches polies) ainsi que des explications sur les différents sites de l'île possédant des pétroglyphes (notamment le parc des Roches Gravées à Trois-Rivières) ou vestiges archéologiques (sépultures, sites rituels etc) et des reproductions, en maquettes, de villages amérindiens avec la vie quotidienne qui y était associée (jardins, culture et préparation du manioc, artisanat etc).
Les premiers donateurs du musée sont :
- Edgar Clerc
- Archives départementales de Guadeloupe
- Association guyanaise d'archéologie et d'ethnographie
- Révérend Père Maurice Barbottin
- Bureau de recherches géologiques et minières
- Fortuné Chalumeau
- Jean-Pierre Coignet
- Pierre Cousin
- Direction départementale de l'Équipement de Sainte-Rose (Guadeloupe)
- Direction des Fouilles et des Antiquités de Guadeloupe
- Direction des Fouilles et des Antiquités de Martinique
- Bénito Espinal
- Mario Franc
- Jacques Guilbert
- Claudy Parize
- Parc national de la Guadeloupe
- Hughes Petitjean Roget
- Jacques Petitjean Roget
- Yves Prompt
- André et Simone Schwarz-Bart
- Guy Slozinsky
- Société d'histoire de la Guadeloupe
- Sorprover

## Directeurs du musée
- 1978-1982 : Edgar Clerc[2]
- 1984-1992 : Henry Petitjean Roget[3]
- Susana Guimarães[8]